# Rochers de Leschaux
Les rochers de Leschaux sont une montagne de France située en Haute-Savoie, dans le massif des Bornes, au-dessus de la vallée du Borne et du village du Petit-Bornand.

## Géographie

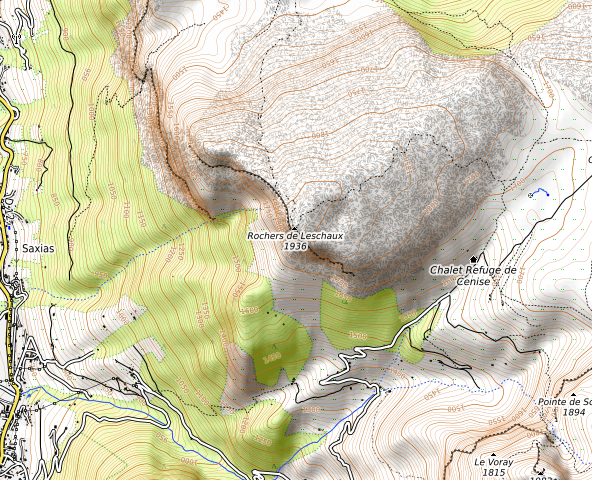
Carte topographique.

La montagne est située dans le Nord du massif des Bornes. Elle est entourée par la vallée du Borne où se trouve village du Petit-Bornand à l'ouest et au sud, le col de Cenise à l'est et le col de Solaison au nord. Le sommet qui culmine à 1 936 mètres d'altitude est situé au bord de la falaise qui domine le Petit-Bornand et qui marque le rebord d'un crêt. D'un point de vue administratif, la montagne se trouve sur les territoires communaux de Glières-Val-de-Borne pour son versant Sud-Est et sud-Ouest et Brizon pour son versant Nord.
La montagne est formée d'un mont de calcaire urgonien reposant sur des terrains hauterivien.

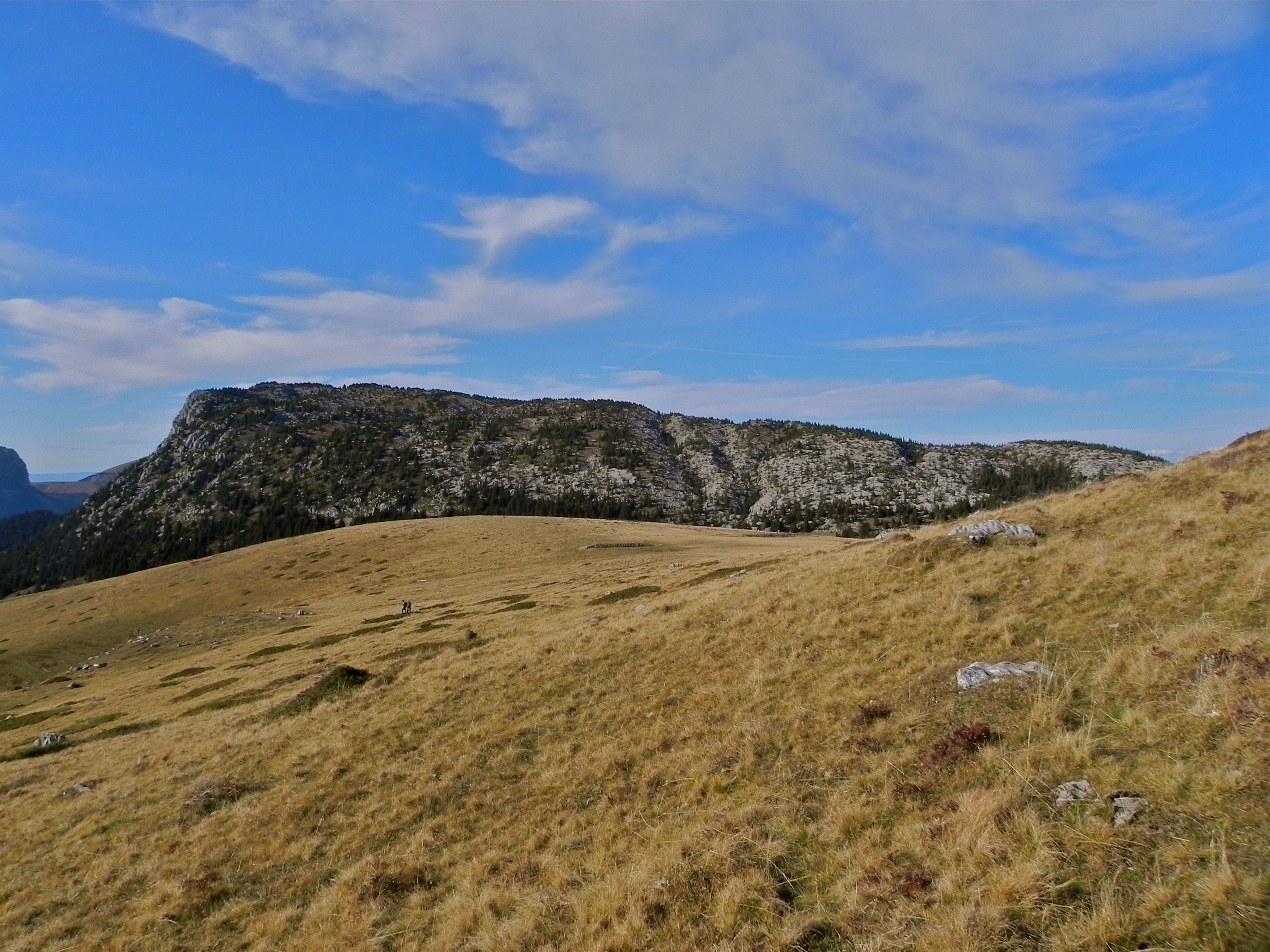
Les rochers de Leschaux vus depuis le col de Cenise au sud-est.